# 1. периода хемијских елемената
Прва периода елемената се састоји од хемијских елемената првог реда (или периоде) периодног система хемијских елемената. Периодни систем је организован у виду редова да би се илустровали периодични (понављајући) трендови у хемијском понашању елемената како се њихов атомски број повећава: нови ред почиње када хемијско понашање почне да се понавља, што значи да аналогни елементи падају у исте вертикалне колоне. Прва периода садржи мање елемената него било који други ред у табели, само два: водоник и хелијум. Ова ситуација се може објаснити савременим теоријама структуре атома. У квантном механичком опису атомске структуре, ова периода одговара попуњавању  орбитале. Елементи из периоде 1 поштују правило дуета у смислу да су потребна два електрона да се комплетира валентна љуска.
Водоник и хелијум су најстарији и најзаступљенији елементи у универзуму.

## Позиција елементата прве периоде у периодном систему
Прва електронска љуска, n = 1, састоји се од само једне орбитале, а максималан број валентних електрона које елемент периодe 1 може да прими је два, оба у орбитали 1s. Валентној љусци недостаје „p” или било која друга врста орбитала због општег ограничења l < n на квантне бројеве. Дакле, периодa 1 има тачно два елемента. Иако су и водоник и хелијум у s-блоку, ниједан од њих се не понаша слично као други елементи s-блока. Њихово понашање се толико разликује од осталих елемената s-блока да постоје значајна неслагања око тога где ова два елемента треба да буду смештена у периодном систему.
Једноставно пратећи електронске конфигурације, водоник (електронска конфигурација ) и хелијум треба ставити у групе 1 и 2, изнад литијума и берилијума. Иако је такав положај уобичајен за водоник, ретко се користи за хелијум ван контекста електронских конфигурација: када су племенити гасови (тада названи „инертни гасови“) први пут откривени око 1900. године, били су познати као „група 0“, одражавајући одсуство хемијске реактивности ових елемената познатих до тог времена, и хелијум је стављен на врх те групе, пошто је делио екстремну хемијску инертност која је својство целе групе. Како је група променила свој формални број, многи аутори су наставили да стављају хелијум директно изнад неона, у групи 18; један од примера таквог постављања је садашња  табела.
Позиција водоника у групи 1 је прилично добро успостављена. Његово уобичајено оксидационо стање је +1, као што је то случај са тежим конгенерима алкалних метала. Као и литијум, он има значајну ковалентну хемију. Он може да замени алкалне метале у типичним структурама алкалних метала. It is capable of forming alloy-like hydrides, featuring metallic bonding, with some transition metals.
Ипак, понекад се поставља на друга места. Уобичајена алтернатива је на врху групе 17 с обзиром на стриктно унивалентну и углавном неметалну хемију водоника, и стриктно унивалентну и неметалну хемију флуора (елемента иначе на врху групе 17). Понекад, да би се показало да водоник има својства која одговарају и особинама алкалних метала и халогена, приказан је на врху две колоне истовремено. Још један предлог је изнад угљеника у групи 14: тако постављен, добро се уклапа у трендове повећања вредности јонизационог потенцијала и вредности афинитета електрона, и није превише далеко од тренда електронегативности, иако водоник не може да покаже тетравалентну карактеристику тежих припадника групе 14. Коначно, водоник се понекад ставља одвојено од било које групе; ово се заснива на томе да се његова општа својства сматрају довољно различитим од оних елемената у било којој другој групи.
Други елемент из периоде 1, хелијум, најчешће се ставља у групу 18 са осталим племенитим гасовима, пошто је његова изванредна инертност изузетно блиска оној других лаких племенитих гасова неона и аргона. Ипак, повремено се ставља и одвојено од било које групе. Својство које разликује хелијум од осталих племенитих гасова је да у својој затвореној електронској љусци хелијум има само два електрона на најудаљенијој електронској орбитали, док остали племенити гасови имају осам. Неки аутори, као што су Хенри Бент (епоним Бентово правило), Војчех Грохала и Феличе Грандинети, тврдили су да би било исправно да се хелијум стави у групу 2, изнад берилијума; Табела са левим корацима Чарлса Џенета такође садржи овај положај. Нормализовани потенцијали јонизације и афинитети електрона показују боље трендове са хелијумом у групи 2 него у групи 18; очекује се да ће хелијум бити нешто реактивнији од неона (што прекида општи тренд реактивности у племенитим гасовима, где су тежи припадници групе реактивнији); предвиђена једињења хелијума често немају аналоге неона, чак ни теоретски, али понекад имају аналоге берилијума; а хелијум у односу на берилијум боље прати тренд аномалија првог реда у табели.

## Елементи
| Хемијски елемент | Хемијски елемент | Хемијски елемент | Блок  | Електронска конфигурација |
| ---------------- | ---------------- | ---------------- | ----- | ------------------------- |
| 1                | H                | Водоник          | -блок | 1                         |
| 2                | He               | Хелијум          | -блок | 2                         |

### Водоник
Водоник (H) је хемијски елемент са атомским бројем 1. На стандардној температури и притиску, водоник је безбојан, без мириса, неметалан, без укуса, веома запаљив двоатомски гас са молекулском формулом . Са атомском масом од 1,00794 amu, водоник је најлакши елемент.
Водоник је најзаступљенији од хемијских елемената, који чини отприлике 75% елементарне масе универзума. Звезде у главном низу се углавном састоје од водоника у свом плазма стању. Елементарни водоник је релативна реткост на Земљи, и индустријски се производи од угљоводоника као што је метан, након чега се већина елементарног водоника користи „заробљено” (што значи локално на месту производње), при чему су највећа тржишта скоро подједнако подељена између надоградње фосилних горива, нпр. као хидрокрекинг и производња амонијака, углавном за тржиште ђубрива. Водоник се може произвести из воде помоћу процеса електролизе, али је овај процес знатно комерцијално скупљи од производње водоника из природног гаса.
Најчешћи природни изотоп водоника, познат као протијум, има један протон и нема неутрона. У јонским једињењима, може да преузме било позитивно наелектрисање, постајући катјон састављен од голог протона, или негативно наелектрисање, постајући анјон познат као хидрид. Водоник може да формира једињења са већином елемената и присутан је у води и већини органских једињења. Он игра посебно важну улогу у кисело-базној хемији, у којој многе реакције укључују размену протона између растворљивих молекула. Као једини неутрални атом за који се Шредингерова једначина може решити аналитички, проучавање енергије и спектра атома водоника је одиграло кључну улогу у развоју квантне механике.
Интеракције водоника са различитим металима су веома важне у металургији, пошто многи метали могу да претрпе водоничну кртост, и у развоју безбедних начина за складиштење за употребу као гориво. Водоник је веома растворљив у многим једињењима која се састоје од ретких земних метала и прелазних метала и може се растворити и у кристалним и аморфним металима. На растворљивост водоника у металима утичу локална изобличења или нечистоће у металној кристалној решетки.